# 1025
Năm 1025 là một năm trong lịch Julius.